# Spizaphilus rothschildi
Spizaphilus rothschildi is een rechtvleugelig insect uit de familie Anostostomatidae. De wetenschappelijke naam van deze soort is voor het eerst geldig gepubliceerd in 1912 door Griffini.